# فرانک کاپلو
فرانک آ. کاپلو (به انگلیسی: Frank A. Cappello) فیلم‌نامه‌نویس، تهیه‌کننده فیلم و کارگردان فیلم می‌باشد. از جمله کارهای وی می‌توان به نوشتن فیلمنامه کنستانتین و نویسندگی، کارگردانی و تهیه‌کنندگی فیلم او مرد آرامی بود اشاره کرد.

## فیلم‌شناسی
- کماندوی فضایی (۱۹۹۱) - (نویسنده)
- یاکوزای آمریکایی (۱۹۹۳) - (کارگردان)
- هیچ راهی برای بازگشت نیست (۱۹۹۵) - (نویسنده و کارگردان)
- باران در اسپانیا (۱۹۹۹) - (نویسنده)
- کنستانتین (۲۰۰۵) - (نویسنده)
- او مرد آرامی بود (۲۰۰۷) - (نویسنده، کارگردان و تهیه کننده )